# 種子島時尭

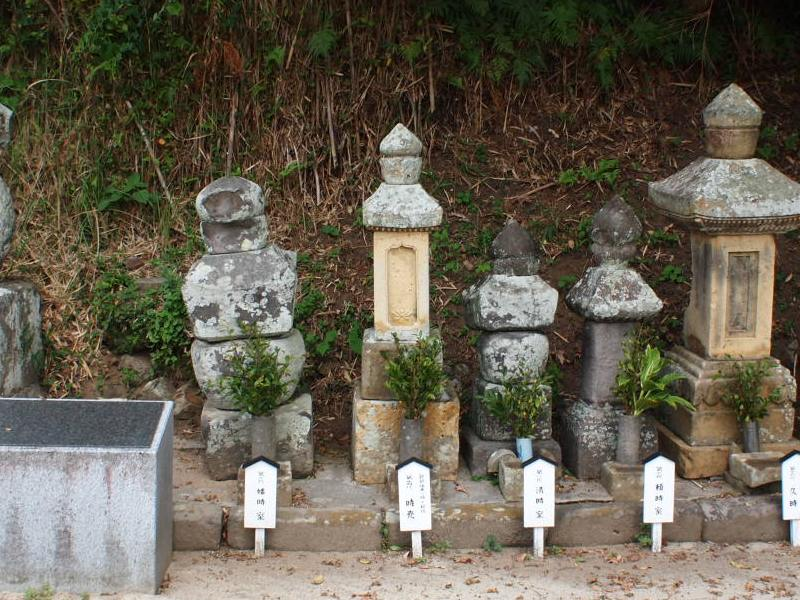
西之表市御坊墓地（種子島氏最初の墓地）にある時堯の墓（中央）

種子島 時堯（たねがしま ときたか）は、戦国時代から安土桃山時代にかけての大名。種子島氏第14代島主。日本に最初に銃を導入し、国産化に導いた。

## 生涯
享禄元年（1528年）、種子島氏第13代島主・種子島恵時の子として生まれる。
『鉄炮記』によると、天文12年（1543年）、ポルトガル商人が乗った明船が種子島に漂着した。この南蛮商人は、日本人がはじめて見る鉄砲を持っていた。16歳だった時堯は射撃の実演を見てその威力に着目し購入を決断する。そして時堯は購入した二挺のうち一挺を鍛冶職人八板金兵衛に調べさせて国産化を命じ、金兵衛は苦心の末に、日本人の手による銃の製造に成功した（もう一挺は島津氏を通して、室町幕府将軍足利義晴に献上）。伝来の場所から鉄炮は種子島銃とも呼ばれ、戦国期の日本の戦場に革命をもたらした。
父の恵時は鉄砲伝来当時存命中だったが、記録には主に時堯の名が出てくることから、既に実質的な家督継承が行われていたようである。また時堯は、島津忠良の娘を娶り、弘治元年（1555年）には島津貴久に従い大隅国攻めに参加した。正室との間には2人の娘を儲けた。特に次女の妙蓮夫人（円信院殿）は、貴久の嫡男・義久に後妻として嫁いだ。その一方で、島津氏と争っていた禰寝氏からも姫を密かに迎えて側室にし、男子が生まれたのをひた隠しにしていたが、これを知り怒った時堯夫人は、娘2人を連れて種子島を出て鹿児島に帰ってしまったという（その後、夫人は肝付兼盛に再嫁する）。この禰寝氏の娘との間に生まれたのが長男の時次で、次男の久時は黒木氏の娘との間に生まれた子である。
永禄3年（1560年）に家督を長男の時次に譲るが、永禄5年（1562年）に7歳で早世したため家督に復した。後に次男の久時が家督を継いだ。
天正7年（1579年）、死去。享年52。
墓所は種子島氏の初代の墓所である御坊墓地と二代目の墓所である御拝塔墓地の双方にある。